# Professionalniy Futbolniy Klub Arsenal
O Professionalniy Futbolniy Klub Arsenal Tula (em russo: Профессиональный футбольный клуб «Арсенал») é um clube de futebol profissional russo com sede na cidade de Tula. Foi fundado em 1946. Disputa a Segunda Divisão Russa de Futebol. O clube manda seus jogos em casa no estádio “Arsenal” que tem capacidade para 19.241 espectadores.
Em torneios na URSS e Rússia, o Arsenal tambem jogou com outros nomes, e era o representante do oblast de Tula. Sua história começou em 1946 (originalmente com o nome “Zenit”). Em 2007 o time deixou de existir e em seu lugar foi criado o clube "Orujeinik" (posteriormente - "Arsenal-Tula"), mas na sequência, em 2011, foi decidido recuperar o clube de futebol "Arsenal".

## História
O Arsenal Tula jogou sua primeira temporada no futebol soviético em 1946 sob o nome de Zenit Tula, competindo na terceira divisão e terminou em 5º em sua temporada de estreia. Os precursores do Arsenal Tula jogaram principalmente na Segunda Liga Soviética e nunca na Liga Soviética. O clube foi campeão da Zona Oeste da Liga Russa de Futebol Profissional em 1997 e 2003 e competiu na Liga Nacional de Futebol da Rússia de 1998 a 2001 e 2004. Em 2005, o Arsenal Tula não recebeu uma licença FNL devido a dificuldades financeiras e mais uma vez competiu na Zona Oeste no PFL. Em 2006, a equipe FC Arsenal Tula foi liquidada e o FC Oruzheynik Tula foi formado em seu lugar, jogando na Divisão Amadora. Em 2011, foi anunciado que a equipe FC Arsenal Tula seria reformulada.
A atual equipe do FC Arsenal Tula foi "formada" no final de 2011, substituindo a antiga equipe do FC Arsenal-Tula. O primeiro treinador do Arsenal foi o famoso jogador de futebol russo Dmitri Alenichev e a comissão técnica incluiu Dmitri Ananko, Oleg Samatov e o famoso goleiro Aleksandr Filimonov. A equipe inicial do clube também contou com vários jogadores famosos, como o meio-campista Yegor Titov e o zagueiro Dmytro Parfenov. Ao longo da temporada 2011/12, o Arsenal terminou em 8º lugar na Liga Russa de Futebol Amador (quarto nível do futebol russo) e todos os jogadores famosos deixaram o clube. O treinador Dmitri Alenichev decidiu substituí-los por jogadores jovens.
Em 18 de junho de 2012, o Arsenal recebeu uma licença para competir no Segunda Divisão Russa - Zona Central (terceiro nível). O Arsenal ganhou a promoção na primeira temporada na liga, terminando a temporada com 73 pontos e 22 vitórias, 7 empates e apenas 1 derrota. Na temporada 2013-14, o FC Arsenal Tula foi promovido mais uma vez, terminando como vice-campeão e sendo promovido à Premier League Russa pela primeira vez em sua história. Na Premier League de 2014-15, o Arsenal terminou em último lugar com 25 pontos e foi rebaixado para a FNL. Durante esta temporada, em 9 de abril de 2015, o Arsenal teve uma vitória sensacional por 1-0 sobre o Spartak Moscou. Neste jogo, os adeptos do Spartak subiram ao telhado do Estádio do Arsenal apesar de este não ser seguro e um dos adeptos foi hospitalizado. Esta partida resultou em uma multa de 500.000 rublos para o clube e forçado a jogar sua próxima partida contra o Krasnodar em um campo neutro. Na Copa da Rússia de 2014-15, o Arsenal chegou às quartas de final, batendo o Zenit São Petersburgo em seu estádio.
Antes do início da temporada 2015-16, o treinador Dmitri Alenichev partiu para o Spartak Moscou e foi substituído por Viktor Bulatov. Viktor Bulatov foi despedido após 24 jogos, com o clube a ter vencido 14, empatado 4 e perdido 6 jogos durante o seu mandato. Bulatov foi substituído por Sergei Pavlov, que levou o Arsenal de volta à Premier League, com o clube terminando como vice-campeão com 82 pontos. Na Premier League de 2016-17, o Arsenal começou mal e, em outubro de 2016, Pavlov foi demitido e substituído por Sergei Kiriakov. O Arsenal terminou em 14º lugar e foi para o play-off de rebaixamento contra o Yenisey Krasnoyarsk, que o Arsenal sobreviveu e permaneceu na Premier League por causa da regra de gols fora, já que o Arsenal venceu por 1-0 em Tula e perdeu por 2-1 em Krasnoyarsk. Na temporada 2017-18, o Arsenal contratou Miodrag Božović, que o levou à posição mais alta de sua história, a 7ª na Premier League. Božović deixou o Arsenal após um ano. Oleg Kononov assumiu logo depois, mas também deixou o cargo após 5 meses no comando. Igor Cherevchenko assumiu e acabou levando o Arsenal ao 6º lugar na temporada 2018-19, que os qualificou pela primeira vez para uma competição europeia, a Liga Europa da UEFA de 2019–20.

## Cronologia dos nomes do clube
- 1946, 1949: Zenit
- 1959—1961: Trud
- 1962—1963: Shaktyor
- 1964—1973: Metallurg
- 1974—1978: Mashinostroitel
- 1979—1983: ТOZ
- 1984—março de 2007: Arsenal
- 2007: Orujeinik
- 2008—2011: Arsenal-Tula
- 2011: Arsenal

## Títulos
- Professional Football League (3º nível): 1997 (Zona Oeste), 2003 (Zona Oeste) e 2012-13 (Zona Central)

## Torcida

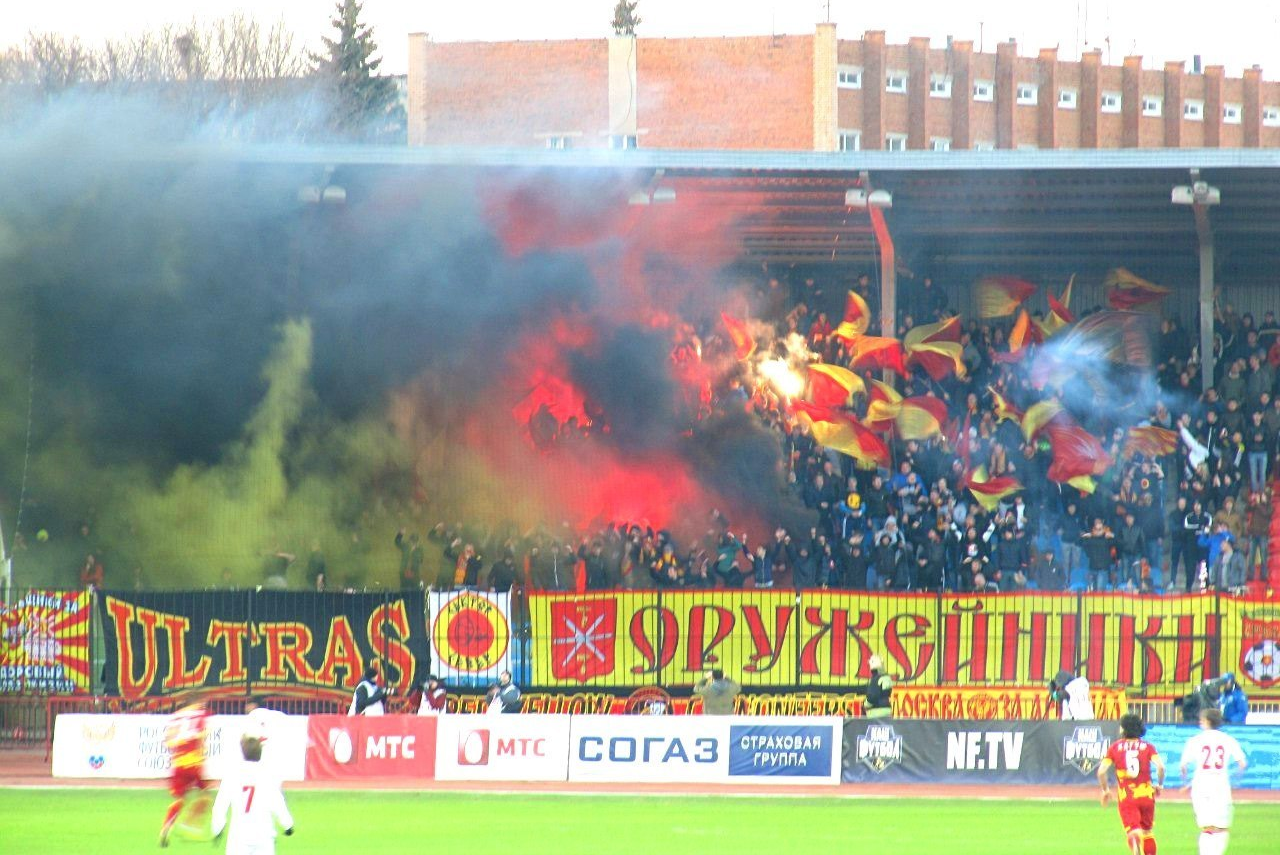
Torcida do Arsenal Tula.

Tradicionalmente, os jogos do Arsenal atraem grande interesse da população local que ama o futebol. De acordo com dados coletados pela União de Futebol da Rússia em 2013, o público do Arsenal foi o 15º entre 106 clubes profissionais na Rússia. Na FNL, a média de público do Arsenal foi de 10.844, com mais de 16.500 pessoas comparecendo para o jogo-chave contra o Torpedo Moscou. Na primeira temporada do Arsenal na Premier League, o público médio foi de 12.154.
Existem vários grupos de ultras entre os fãs do Arsenal, incluindo os conhecidos Red-Yellow Cannoneers. A camisa 12 foi aposentada definitivamente pela direção do clube em homenagem aos torcedores.